# Municipio de Milford (Indiana)
El municipio de Milford (en inglés: Milford Township) es un municipio ubicado en el condado de LaGrange en el estado estadounidense de Indiana. En el año 2010 tenía una población de 2868 habitantes y una densidad poblacional de 31,22 personas por km².

## Geografía
El municipio de Milford se encuentra ubicado en las coordenadas 41°33′47″N 85°15′43″O / 41.56306, -85.26194. Según la Oficina del Censo de los Estados Unidos, el municipio tiene una superficie total de 91.88 km², de la cual 87.59 km² corresponden a tierra firme y (4.67%) 4.29 km² es agua.

## Demografía
Según el censo de 2010, había 2868 personas residiendo en el municipio de Milford. La densidad de población era de 31,22 hab./km². De los 2868 habitantes, el municipio de Milford estaba compuesto por el 97.66% blancos, el 0.42% eran afroamericanos, el 0.31% eran amerindios, el 0.28% eran asiáticos, el 0.03% eran isleños del Pacífico, el 0.31% eran de otras razas y el 0.98% pertenecían a dos o más razas. Del total de la población el 1.19% eran hispanos o latinos de cualquier raza.